# Ibrahim al-Hakami
Ibrahim al-Hakami (arabisch إبراهيم الحكمي, DMG Ibrāhīm al-Ḥakamī; * 2. Mai 1979 in Saudi-Arabien) ist ein arabischer Sänger. Im Jahr 2006 gewann er die dritte Staffel von SuperStar.

## Leben
Al-Hakami wurde am 2. Mai 1979 in Saudi-Arabien geboren.
Am 6. Februar 2006 gewann er die dritte Staffel der arabischen Castingshow SuperStar. Im Finale setzte Al Hakami sich mit 53 Prozent gegen Shahd Barmada durch.